# Domination (Cannonball Adderley)
Domination è il 23° album di Julian Cannonball Adderley, pubblicato nel 1965 dalla Capitol Records.

## Tracce
Lato A
1. Domination – 3:32 (Julian Cannonball Adderley)
2. Cyclops – 4:32 (Nat Adderley)
3. Introduction to a Samba – 5:05 (Julian Cannonball Adderley)
4. Shake a Lady – 2:53 (Ray Bryant)

Durata totale: 16:02
Lato B
1. Interlude – 4:46 (J.J. Johnson)
2. Mystified – 3:41 (Joe Zawinul)
3. I Worship You – 6:13 (Cole Porter)
4. Gon Gong – 3:28 (Victor Feldman)

Durata totale: 18:08
CD del 2005
1. Domination – 3:35 (Julian Cannonball Adderley)
2. Cyclops – 4:37 (Nat Adderley)
3. Introduction to a Samba – 5:06 (Julian Cannonball Adderley)
4. Shake a Lady – 2:58 (Ray Bryant)
5. Interlude – 4:48 (J.J. Johnson)
6. Mystified (a.k.a. Angel Face) – 3:42 (Joe Zawinul)
7. I Worship You – 8:14 (Cole Porter)
8. Gon Gong – 3:28 (Victor Feldman)
9. Experience in E (Bonus track, registrato il 20 maggio o a giugno 1970 a Los Angeles, California) – 20:11 (William Fischer, Joe Zawinul)

Durata totale: 56:39

## Musicisti
Cannonball Adderley with Strings
Brani A1, A2, A3, A4, B1, B2, B3 & B4
- Julian Cannonball Adderley - sassofono alto
- Nat Adderley - cornetta
- Oliver Nelson - arrangiamenti, conduttore musicale
- Jimmy Maxwell - tromba
- Jimmy Nottingham - tromba
- Clark Terry - tromba
- Snooky Young - tromba
- Jimmy Cleveland - trombone
- Willie Dennis - trombone
- J.J. Johnson - trombone
- Tony Studd - trombone
- Don Butterfield - tuba
- Bud Johnson - flauto, clarinetto
- Bob Ashton - flauto, clarinetto basso
- Danny Bank - flauto, clarinetto basso
- Phil Woods - sassofono alto, clarinetto basso
- Marshall Royal - sassofono alto, clarinetto basso
- Joe Zawinul - pianoforte
- Richard Davis - contrabbasso (brani 01, 02, 07 & 08)
- Sam Jones - contrabbasso (brani 03, 04, 05 & 06)
- Grady Tate - batteria (brani 01, 02, 07 & 08)
- Louis Hayes - batteria (brani 03, 04, 05 & 06)
- sconosciuto - percussioni (brani 03, 04 & 06)

Cannonball Adderley Quintet with Strings
Brano 9 del CD
- Julian Cannonball Adderley - sassofono alto
- Nat Adderley - cornetta
- William Fisher - conduttore musicale
- Joe Zawinul - pianoforte elettrico
- Walter Booker - contrabbasso
- Roy McCurdy - batteria
- + 42 membri dell'orchestra